# 国立病院機構紫香楽病院
独立行政法人国立病院機構紫香楽病院（どくりつぎょうせいほうじんこくりつびょういんきこうしがらきびょういん）は、滋賀県甲賀市信楽町牧にある医療機関。独立行政法人国立病院機構が運営する病院である。旧国立療養所紫香楽病院。政策医療分野における重症心身障害の専門医療施設であり、滋賀県立三雲養護学校紫香楽校舎が隣接する。また、滋賀県が10か所に定める神経難病医療拠点病院の一つとして、甲賀保健医療圏の神経難病対策にも取り組んでいる。

## 沿革
- 1941年（昭和16年）11月20日 - 滋賀県立結核療養所として創設。
- 1943年（昭和18年）4月1日 - 日本医療団に移管、日本医療団紫香楽荘と改称。
- 1947年（昭和22年）4月1日 - 厚生省に移管、国立療養所紫香楽荘と改称。
- 1975年（昭和50年）4月2日 - 国立療養所紫香楽病院に改称。
- 2000年（平成12年）12月1日 - 国立療養所紫香楽病院と国立療養所比良病院が統合し、国立療養所紫香楽病院として発足[注釈 1]
- 2001年（平成13年）1月6日 - 厚生労働省に移管。
- 2004年（平成16年）4月1日 - 独立行政法人国立病院機構の発足に伴い、現名称に改称。

## 診療科
- 内科
- 神経内科
- 小児科
- 呼吸器科
- リウマチ科
- 整形外科
- 歯科

## 医療機関の指定等
- 保険医療機関
- 労災保険指定医療機関
- 身体障害者福祉法指定医の配置されている医療機関
- 生活保護法指定医療機関
- 原子爆弾被害者一般疾病医療取扱医療機関

## 交通アクセス
- 新名神高速道路 信楽ICより車で1分。
- 信楽高原鐵道 紫香楽宮跡駅下車、徒歩3分。
- 帝産湖南交通 雲井下車、徒歩10分。